# Ruggero Sintoni
Ruggero Sintoni (Faenza, 10 giugno 1955) è un produttore teatrale e produttore cinematografico italiano cofondatore, con Claudio Casadio, della compagnia e Centro di Produzione Teatrale Accademia Perduta/Romagna Teatri.

## Biografia
Dopo una prima esperienza artistica con il Living Theatre, si diploma all'Accademia Antoniana di Arte Drammatica di Bologna nel 1981.
Nel 1982 fonda, con Claudio Casadio, la compagnia Accademia Perduta/Romagna Teatri, per la quale produce numerosi spettacoli di teatro per ragazzi, ospitati in tournée in Teatri e festival di Italia, Francia, Spagna, Portogallo, Svizzera, Belgio, Germania.
Nel 1994 e 1995 frequenta il master Gestione delle Attività Artistiche e Culturali presso la S.D.A. – Università Bocconi di Milano e, dal 1998, è invitato in veste di docente per corsi di formazione professionale presso la medesima Università ed altre quali l'Alma Mater Studiorum di Bologna.
È co-direttore artistico, con Claudio Casadio, della Rete dei piccoli e medi Teatri della Romagna che comprende: il Teatro Masini di Faenza (RA), il Teatro Goldoni di Bagnacavallo (RA), il Comunale di Cervia (RA), il Piccolo di Forlì (FC), il Dragoni di Meldola (FC). Dal 2012 è co-direttore artistico, con Claudio Casadio, Lorenzo Bazzocchi (Masque Teatro) e Claudio Angelini (Città di Ebla) del Teatro Diego Fabbri di Forlì (FC).
Nel 1993 e 1997 è ideatore di "Teatri per la verità", rassegne di spettacoli programmati nei Teatri romagnoli di cui è direttore artistico, i cui incassi sono stati devoluti all'Associazione dei parenti delle vittime della strage di Ustica. Per la stessa Associazione produce, nell'ambito di Bologna 2000 Capitale Europea della Cultura, “I-tigi Canto per Ustica” con Marco Paolini ed il Quartetto Vocale Giovanna Marini e Ultimo volo – Orazione Civile per Ustica (2007), opera di teatro musicale di Pippo Pollina. Nel 2003 è anche fondatore, con l'Associazione Scenario e l'Associazione dei Parenti delle vittime della strage di Ustica, del Premio Ustica per il Teatro d'impegno civile e sociale.
Nel 2004 viene eletto Presidente dell'Associazione delle Imprese dello Spettacolo dal vivo dell'AGIS Emilia-Romagna, carica per la quale sarà rieletto nel 2009. Ancora nel 2004 lo spettacolo Maggio '43, monologo di Davide Enia che rievoca i bombardamenti su Palermo nel secondo conflitto mondiale.
Oltre al teatro ragazzi e al teatro d'impegno civile e sociale, dal 2004 è produttore di spettacoli di nouveau cirque e circo sociale e di progetti culturali dedicati alla spiritualità.
Per quanto riguarda il nouveau cirque, ha ideato una forma di circo/teatro di piazza con artisti e acrobati che si esibiscono interagendo con palazzi e monumenti architettonici. Nell'ambito del circo sociale ha ideato per il Comune di Bagnacavallo (RA), dal 2007 al 2012, Il Circo della Pace, un progetto che ha avuto per protagoniste diverse realtà e scuole di circo sociale del mondo: Parada e i ragazzi Bucarest, Sarakasi e gli acrobati di Nairobi, il colombiano Circo para Todos di Calì, Fondazione Mobile Mini Circus for Children di Kabul e gli artisti del progetto Homeless dell'Europa dell'est. Quest'ultimo progetto, nato appositamente per Il Circo della Pace, è stato vincitore del bando Cultura 2007-2013 della Commissione europea. 
Per ciò che concerne i progetti culturali dedicati alla spiritualità, ha prodotto lo spettacolo La Passione di Mario Luzi e Natività a Faenza, uno show di architettura visuale proiettato sulla facciata anteriore del Teatro Masini di Faenza e invitato, nel 2009, al Festival della Spiritualità di New York (in occasione del quale lo spettacolo è stato rappresentato sulla facciata del Palazzo del Consolato Italiano a Park Avenue) e DivinaMente Roma (in questo caso l'edificio che ha ospitato la proiezione è stato Palazzo Valentini, vicino a Piazza Venezia).
In ambito cinematografico, nel 2009, ha co-prodotto con RosettaFilm due documentari diretti dalla regista Roberta Torre: La notte quando è morto Pasolini e Itiburtinoterzo, presentati in festival cinematografici internazionali tra cui il Film Festival di Locarno.
Nel 2010 collabora con le amministrazioni dei Comuni di San Leo, Novafeltria, Pennabilli, Sant'Agata Feltria, Verucchio, per la progettazione della Rete dei Teatri della Valmarecchia in provincia di Rimini.
Nel 2012 progetta per il Comune di Cervia l'evento “La Rotta del Sale” in occasione delle celebrazioni per il Centenario di Milano Marittima.
Nel 2012, con Accademia Perduta/Romagna Teatri, co-produce con il Teatro Stabile del Veneto la pièce Oscura immensità, scritta da Massimo Carlotto, interpretata da Claudio Casadio e Giulio Scarpati e diretta da Alessandro Gassmann.
Nel giugno del 2013 è tra i soci fondatori di Assoteatro.
In quanto esperto di marketing territoriale, nel 2013 collabora con il Comune di Faenza per il restauro e la riapertura del Ridotto del Teatro Masini.
Nel 2014, con Accademia Perduta/Romagna Teatri co-produce con Teatro e Società e CSS di Udine Il mondo non mi deve nulla di Massimo Carlotto, spettacolo interpretato da Pamela Villoresi e Claudio Casadio, diretto Francesco Zecca.
Nel 2014 è chiamato come Docente alla S.D.A. Bocconi Milano nell'ambito del progetto “Le Istituzioni Culturali in Italia: assetti e gestione” realizzato per il Ministero della Cultura e i Direttori delle principali Istituzioni museali e teatrali della Federazione Russa.
Nel 2016 è eletto Presidente dell'Associazione Nazionale Teatro d'Arte Contemporanea (A.N.T.A.C. / Agis).